# Cu đất hung
Cu đất hung (danh pháp hai phần: Columbina talpacoti) là một loài chim thuộc Họ Bồ câu. Loài này sinh sống từ México đến phía nam tận Peru, Brasil và Paraguay, và phía bắc Argentina, và trên Trinidad và Tobago. Cá thể có thể nhìn thấy ở tây nam Hoa Kỳ từ phía nam Texas đến cực nam California, chủ yếu về mùa đông.

## Hình ảnh

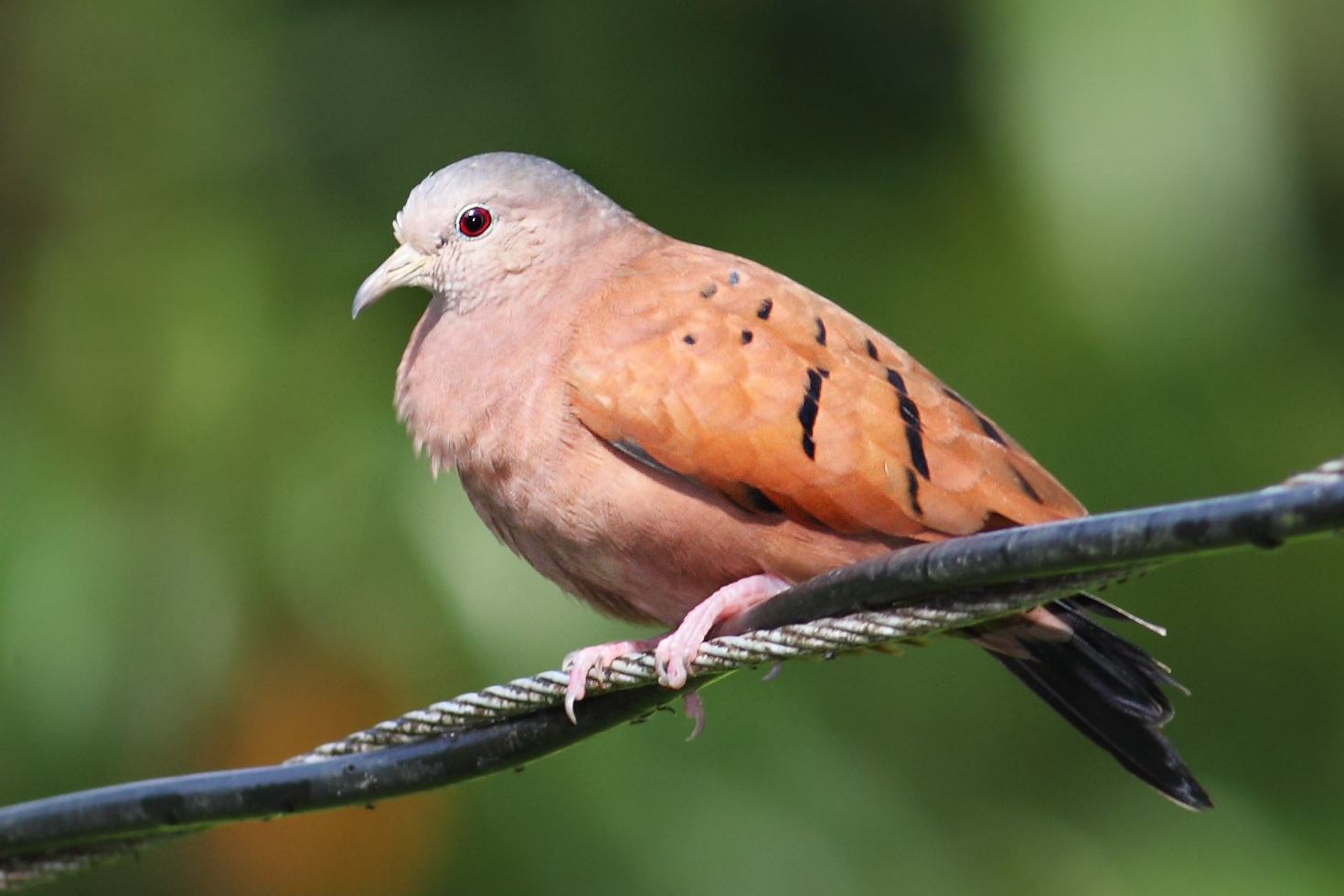
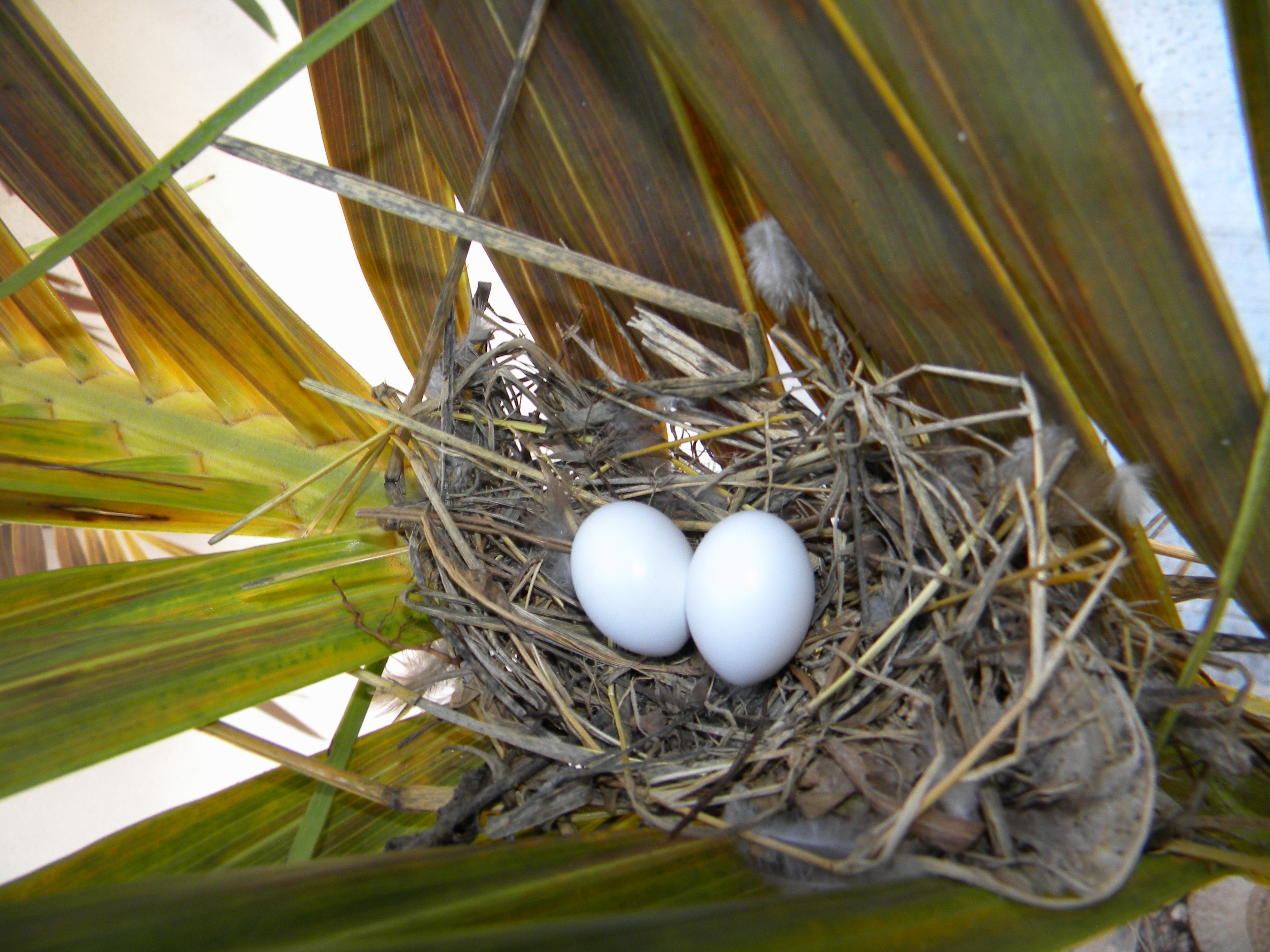
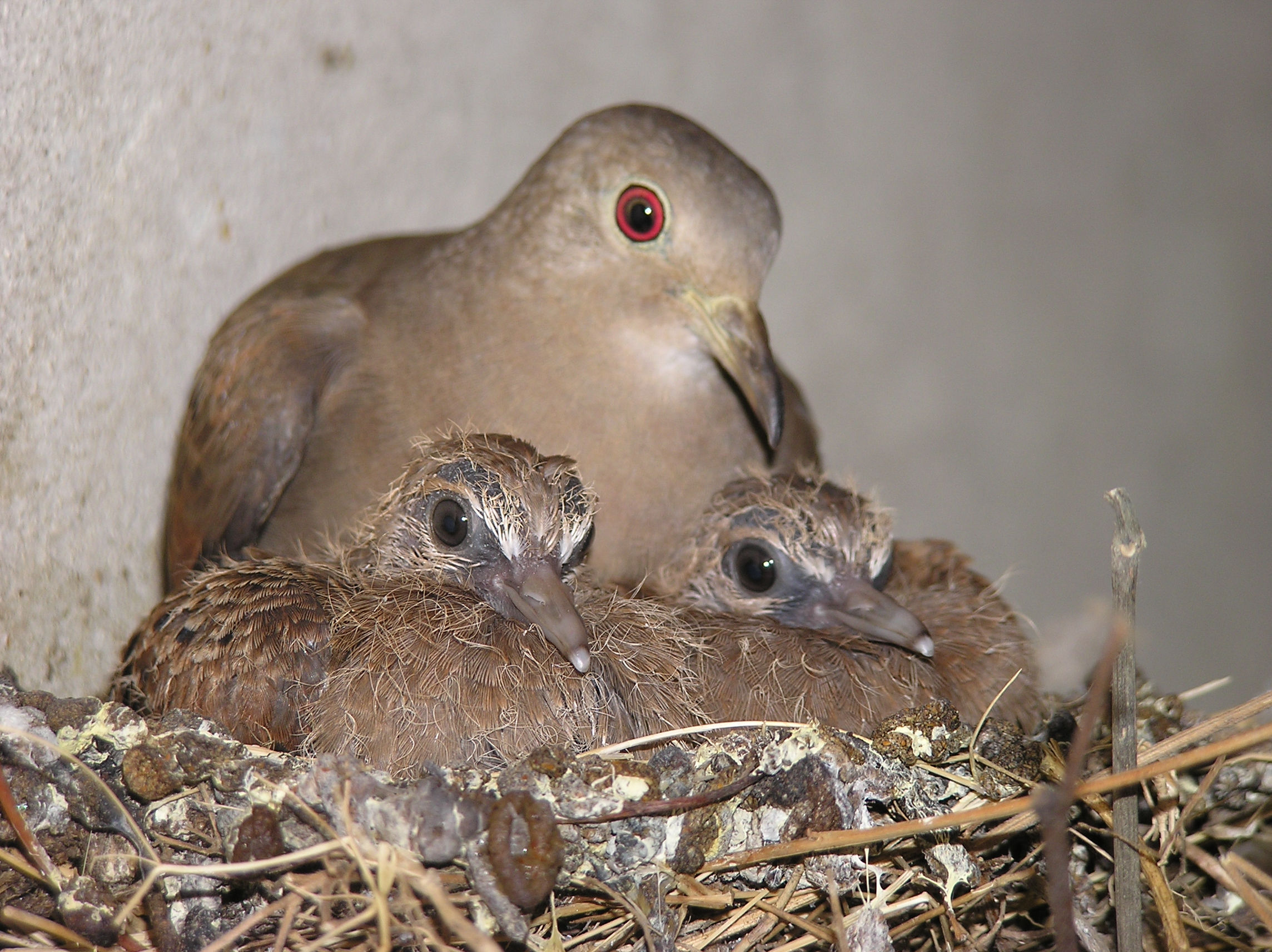
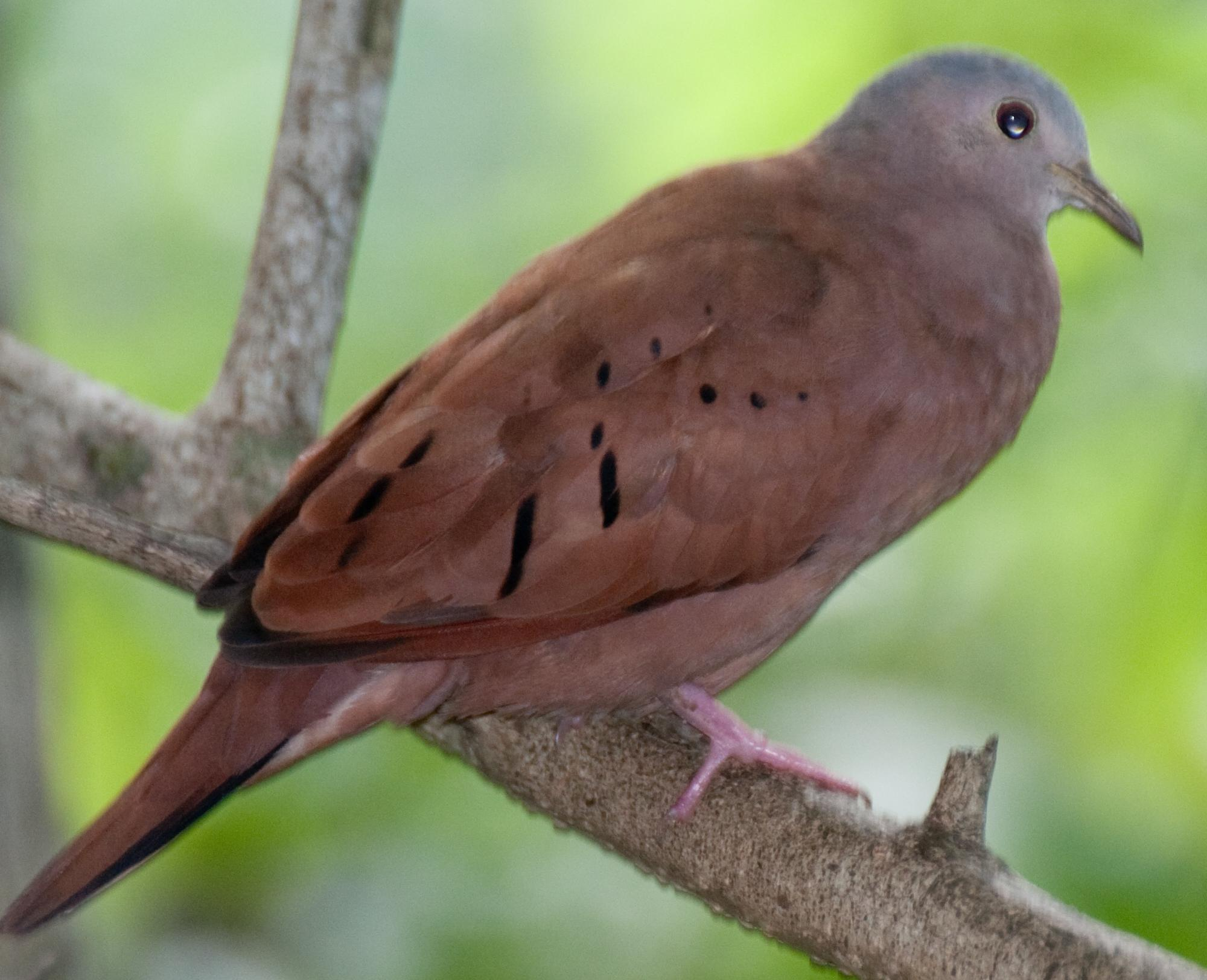
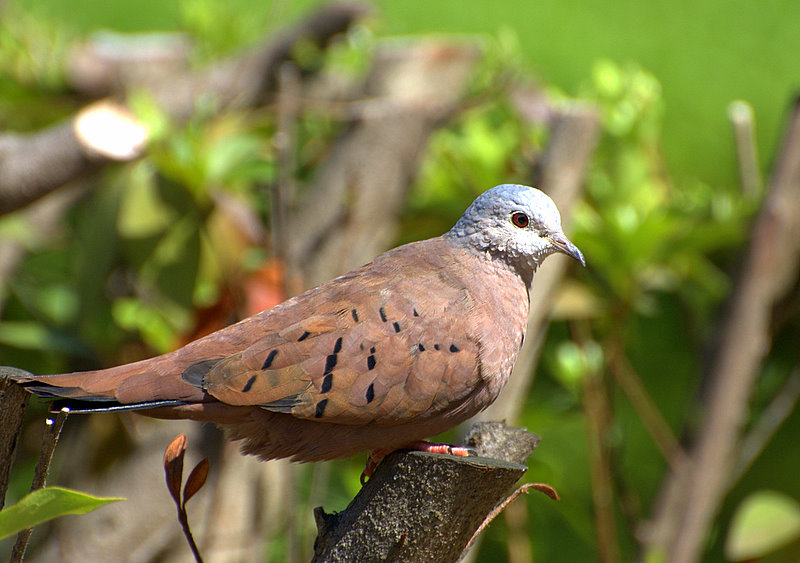

## Phân loài
- Columbina talpacoti talpacoti